# Wolfhart IV. von Brandis
Wolfhart IV. von Brandis († 1418) war ein Mitglied der Freiherren von Brandis, einem alten Adelsgeschlecht aus dem heutigen Kanton Bern der Schweiz. Bekannt wurde er, dass er von seinen Stiefbrüdern die Herrschaft über das Gebiet des heutigen Fürstentum Liechtensteins übernahm.

## Leben

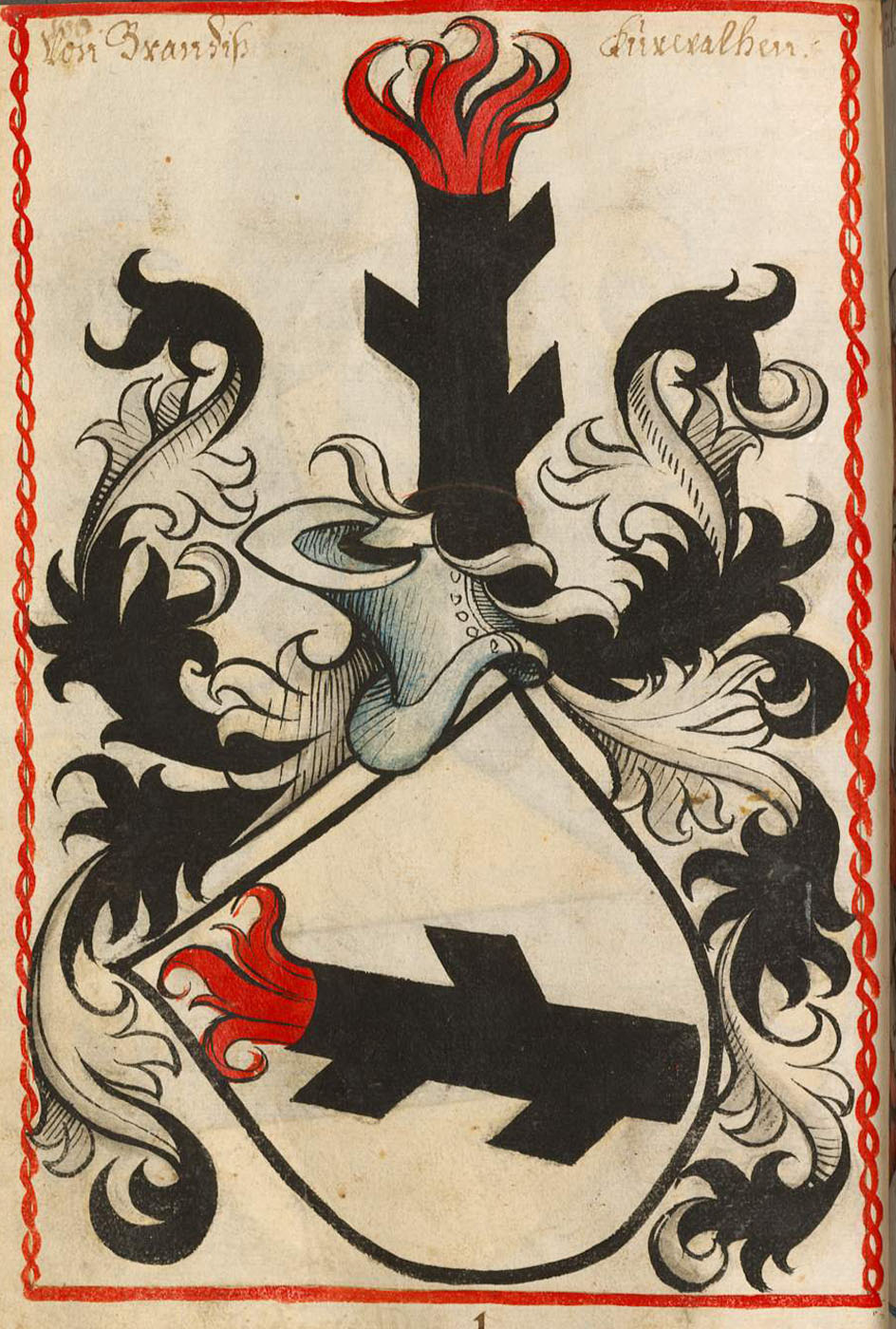
Wappen der Herren von Brandis aus dem Scheiblerschen Wappenbuch 1450–1480

Sein Geburtsjahr ist nicht überliefert. Anzunehmen ist 1356. Er war ein Sohn von Agnes von Montfort-Feldkirch und ihrem zweiten Ehemann Wolfhart I. von Brandis. Seine Mutter war in erster Ehe mit Hartmann III. von Werdenberg-Sargans verheiratet, dem ersten Grafen der Grafschaft Vaduz. Aus dieser Ehe hatte er drei Stiefbrüder Hartmann IV. von Werdenberg-Sargans,  Heinrich V. von Werdenberg-Sargans, Rudolf VI. von Werdenberg-Sargans. Zwei von diesen übernahmen später die Herrschaft über Vaduz. Auch hatte er einen leiblichen Bruder Ulrich Thüring von Brandis. Nach dem Tod seines Vaters 1371 erbte er zusammen mit seinem Bruder die Besitztümer im Berner Emmental und die Herrschaft über Bischofszell, welches sein Vater als Pfand von der Fürstabtei St. Gallen bekommen hatte. 1376 schloss er ein Bündnis mit der Reichsstadt Bern und wurde in deren Burgrecht aufgenommen. Im Sempacherkrieg kämpfte er auf Seiten der Habsburger gegen die entstehende Alte Eidgenossenschaft. Nach der Schlacht bei Sempach orientierte er sich in die Ostschweiz um. Er lieh seinen Stiefbrüdern Geld und erhielt durch Pfand die Herrschaft über das Gebiet des heutigen Liechtensteins. 1399 über die Grafschaft Vaduz und 1416 über die Herrschaft Schellenberg.
Wolfhart IV. von Brandis war mit Clementa von Thierstein verheiratet. Aus dieser Ehe stammte sein Erbe Wolfhart V. von Brandis.